# فرودگاه ارویدسیاور
فرودگاه ارویدسیاور (به انگلیسی: Arvidsjaur Airport) یک فرودگاه همگانی مسافربری با کد یاتا AJR است که یک باند فرود آسفالت دارد و طول باند آن ۲۵۰۰ متر است. این فرودگاه در کشور سوئد قرار دارد و در ارتفاع ۳۷۹ متری از سطح دریا واقع شده‌است.

## شرکت‌های هواپیمایی و مقصدهای پروازی
| شرکت‌های هواپیمایی | مقصدهای پروازی                                                                   |
| ----------------- | -------------------------------------------------------------------------------- |
| نکست‌جت            | یالیوره (PSO), استکهلم-آرلاندا (PSO) فصلی: اورنسکولدسویک (آغاز از ۱۰ ژوئیه ۲۰۱۷) |
| یورو وینگز        | فصلی: هانوفر (آغاز از ۲۷ دسامبر ۲۰۱۷)                                            |

There are 2–3 flights to Stockholm per day. In the winter there are additional charter flights twice per week from آلمان on behalf of major German car manufacturers, who perform snow and cold temperature testing in the Arvidsjaur region. Sometimes, tourists are permitted on these flights.